# Six Feet Under
Six Feet Under (з англ. На глибині шести футів, у переносному сенсі «похований») — американський дез-метал гурт із Тампи, Флорида. Спочатку мав статус другого проекту вокаліста Cannibal Corpse, Кріса Барнса та гітариста Аллена Весту з Obituary.

## Біографія
У 1995 році з екс-басистом Death Террі Батлером і барабанщиком Грегом Голлом вони записали альбом Haunted. Групу підписав лейбл Metal Blade і віддав у користування студію Morrisound і продюсерів Брайана Следжела і Скотта Бернса. Дебютник містив традиційний дез-набір з брутальних рифів і стандартних текстів про смерть, убивства і т.д., але відрізнявся від творчості Cannibal Corpse деякою повільністю темпу. Завдяки туру у підтримку альбому, його тиражі досягли 35000 екземплярів.
Деякі речі, записані під час гастролей, потрапили на міні-альбом Alive and Dead, що вийшов у 1996-му. Цей реліз також містив пару-трійку нових треків і кавер-версію Grinder Judas Priest. Між тим, ставлення у першій команді Барнса загострилися до межі, в результаті чого той розійшовся із своїми колегами і повністю присвятив себе новому проекту. Серйозною студійною роботою музиканти змогли зайнятися лише у 1997 році, оскільки Вест був задіяний на сесіях з Obituary.
Згодом після виходу Warpath Аллен все-таки пішов з Six Feet Under, а його місце зайняв Стів Суонсон з другої дезової банди, Massacre. Новий гітарист благополучно повпливав на якість продукції SFU, і наступний альбом отримав дуже хороші відгуки у метал-виданнях. Maximum Violence містив такі речі як No Warning Shot і Torture Killer, які полюбили фанати, а тираж диска перевищив стотисячний рубіж. У якості промоушену відбулося успішне турне у компанії з Danzig, а також колектив брав участь у 2000 Vans Warped Tour. Якщо на Maximum Violence була лише одна чужа композиція (War Machine від Kiss), то у 2000 році команда вирішила записати цілий альбом каверів, Graveyard Classics, куди увійшли композиції таких колективів як Scorpions, AC/DC, Black Sabbath, Exodus, Savatage, Venom, Accept, Angel Witch, Deep Purple, Sex Pistols, Dead Kennedys, Джимі Хендрікса.
Наступного року Six Feet Under ще більше здивували фанатів, покликавши у якості гостя на один з треків нового альбому репера Айс-Ті. Також на True Carnage вперше прозвучав змішаний дез-дует Кріса Барнса і Карін Крайзис з Crisis. Робота мала комерційний успіх у Європі, потрапивши у чарти в Німеччині і Австрії.
Майже весь 2002 рік команда провела на північноамериканських і європейських гастролях, катаючись у компанії з різними бандами, такими як Skinless, Marduk, Kataklysm та ін. Коли музиканти знову зібралися у студії, їм вдалося записати один з найбільш успішних своїх альбомів, Bringer of Blood. На наступний рік Six Feet Under знову взялися за кавери, але на цей раз досить своєрідно — під маркою Graveyard Classics 2 вони перезаписали весь альбом AC/DC Back in Black.
Весною 2005-го на світ з'явився новий студійник («13») з оригінальним матеріалом, обмежений наклад котрого супроводжувався бонусним диском Live San Francisco 2002. Восени того ж року вийшов бокс-сет A Decade in the Grave (4 CD + 1 DVD), у котрий увійшли найкращі треки, а також демо і концертні записи. Зробивши невелику перерву, Six Feet Under повернулись до концертної діяльності, а весною 2007-го випустили черговий альбом, Commandment.

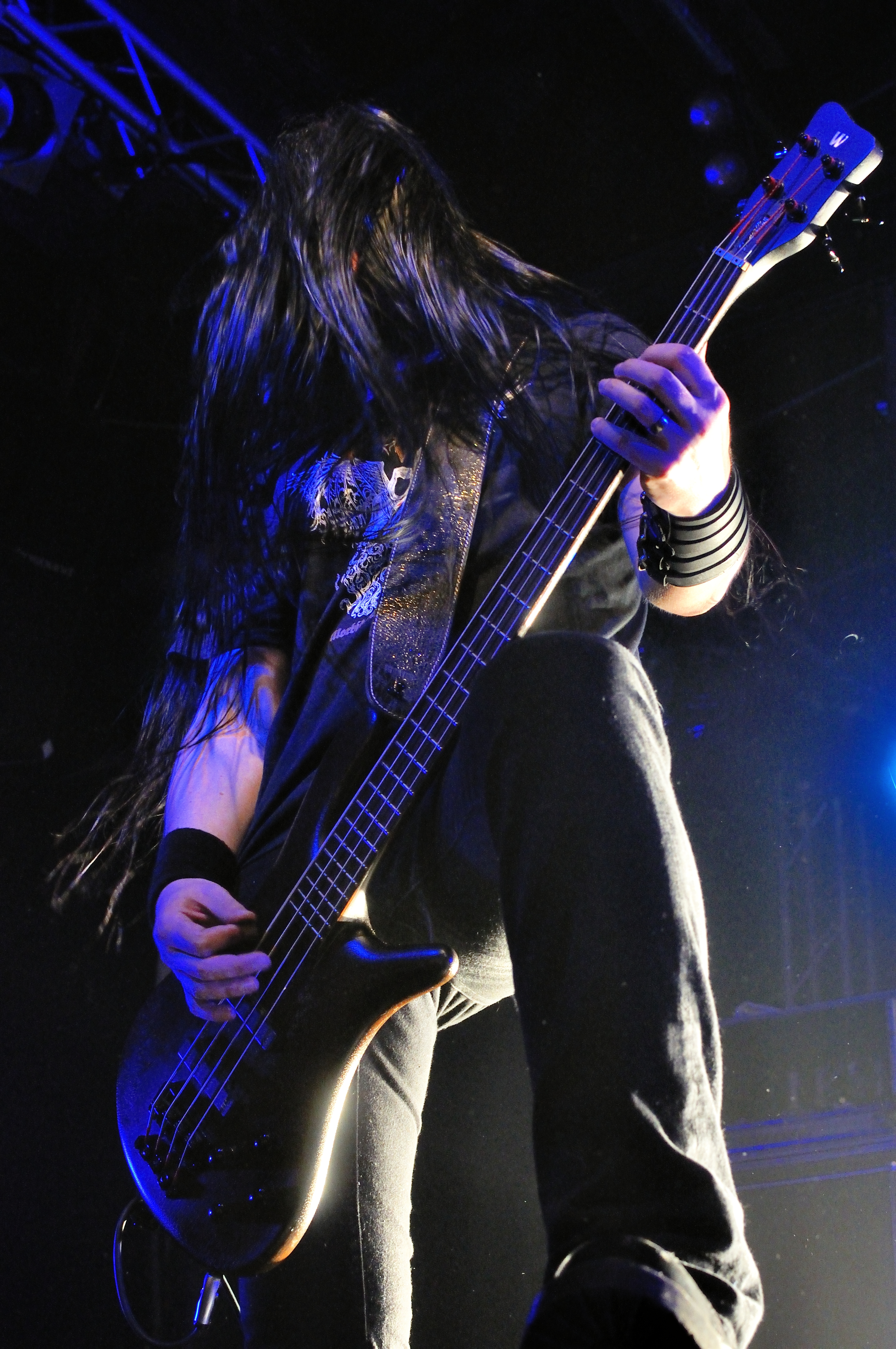
Джеф Х'юелл (2015 р.)

1 лютого 2011 року Кріс Барнс на офіційному сайті  SFU оголосив, що басист Террі Батлер і барабанщик Грег Голл покинули групу. Кріс пише:
Наші давні друзі та співробітники Террі Батлер та Грег Голл прийняли рішення відокремитись від SFU. Стів Суонсон і я вдячні їм за весело проведений час разом і я бажаю їм удачі на музичному шляху.
Я гарантую всім фанатам SFU, що група в новому складі буде дез-металічною силою, поповнена довоочікуваним брутальним барабанщиком, з рифами, здатними розірвати вас на частини, і вокалом а-ля 1993-1995-х років.
24 грудня 2007 року група на своєму вебсайті оголосила, що на початку 2008 року записує новий, восьмий за рахунком, студійний альбом. Альбом Death Rituals був виданий 11 листопада 2008 року.
Вже 3 лютого Кріс Барнс повідомив про приєднання до SFU барабанщика Кевіна Толлі (Dååth, Decrepit Birth, Dying Fetus, Chimaira), а 27 лютого — про нового, другого гітариста, Роба Арнольда (Chimaira).
14 лютого 2012 року на офіційному сайті з'явилась довгоочікувана новина: склад SFU поповнив басист, гідний замінити Батлера. Цим музикантом став басист-віртуоз Джефф Хьюелл (Brain Drill, Vile, Jeff Hughell), котрий грав на семиструнному басу Conklin.
У травні 2012, Six Feet Under заявили про нового учасника колективу - гітариста. Ним став швед Ола Енґлунд (Feared, Scarpoint). Перший виступ Ола провів з групою у рамках «18 Nights Of Blood Tour», замінивши колишнього учасника Роба Арнольда (Chimaira).

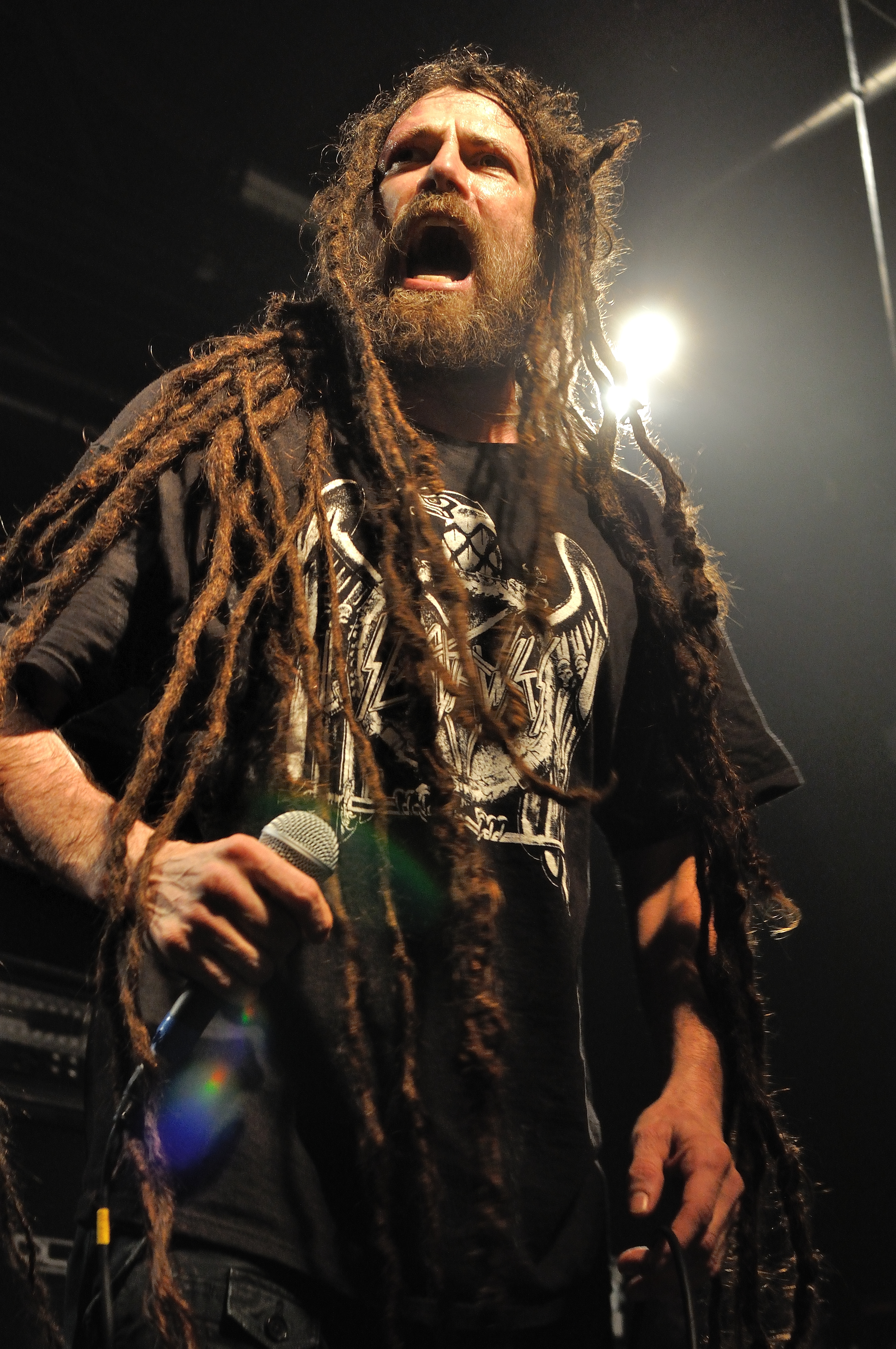
Кріс Барнс (2015 р)

У травні 2013 Кевін Толлі поступаєтся місцем за барабанами Марку Пітруцеллі (ex-Brain Drill). 5 травня 2015 року Six Feet Under випустили свій одинадцятий студійний альбом Crypt of the Devil. Для цього альбому Кріс Барнс запросив Філа Хола, Джоша Хола і Брендона Елліс з групи Cannabis Corpse.
У квітні 2015 року Джеффу Х'юелу довелося піти під час туру Hatefest в Європі, і Віктор Брандт з Entombed став тимчасовим басистом.
Група випустила свій четвертий кавер-альбом Graveyard Classics IV: The Number of the Priest.  У 2016 році давній друг колективу - гітарист Стів Свансон покинув гурт, натомість його замінив учасник Cannabis Corpse Рей Сахі.10 січня 2017 року група оголосила про свій дванадцятий студійний альбом Torment, який був виданий на лейблі Metal Blade Records 24 лютого. Альбом ознаменував дебют барабанщика Марко Пітруцелли з додаванням Джеффа Х'юела, який займався записом гітари і басу для альбому, 28 лютого до колективу приєднався колишній гітарист Cannibal Corpse і Deicide Джек Оуен. 

## Склад

### Учасники
- Кріс Барнс — вокал (1993 — дотепер)
- Марко Пітруцелла — ударні(2013 — дотепер)
- Джек Оуен — гітара (2017 — дотепер)
- Рей Сахі— гітара (2015 — дотепер)
- Джеф Х'юелл — бас-гітара (2012 — дотепер)

### Колишні учасники
- Террі Батлер - бас (1993-2011)
- Грег Галл - ударні (1993-2011)
- Аллен Вест - гітара (1993-1998)
- Стів Свансон - гітари (1998-2016)
- Кевін Теллі - ударні (2011-2013)
- Роб Арнольд - гітари, бас (2011-2012)
- Ола Енглунд - гітари (2012-2013)

## Дискографія
- Haunted (1995)
- Alive and Dead (1996, Міні-альбом)
- Warpath (1997)
- Maximum Violence (1999)
- Graveyard Classics (2000)
- True Carnage (2001)
- Maximum Video (2001, Відео Альбом)
- Double Dead (2002, Відео/Live Альбом)
- Bringer of Blood (2003)
- Graveyard Classics II (2004)
- Live with Full Force (2004)
- 13 (Альбом Six Feet Under) (2005)
- Commandment (2007)
- Death Rituals (2008)
- Graveyard Classics III (2010)
- Undead (2012)
- Unborn (2013)
- Crypt of the Devil (2015)
- Torment (2017)
- Unburied (2018, Міні-альбом)
- Nightmares of the Decomposed (2020)